# Il paese dei ciechi
Il paese dei ciechi (The Country of the Blind), tradotto anche coi titoli Nel paese dei ciechi e Terra di ciechi, è un racconto di fantascienza di H. G. Wells, pubblicato nell'aprile del 1904 nella rivista The Strand Magazine e nel 1911 nella raccolta di storie di Wells dal titolo The Country of the Blind and Other Stories. In seguito una versione rivista ed espansa venne pubblicata per la prima volta nel 1939 dall'editore Golden Cockerei.
Il paese dei ciechi è uno dei racconti brevi maggiormente noti di Wells e un racconto di spicco nella letteratura riguardante i ciechi e la cecità.

## Trama
In Ecuador, sulle Ande, si trova il “Paese dei ciechi”, una valle che è rimasta isolata per via di una frana provocata da un'eruzione vulcanica. Nella valle non piove mai, ma nei ghiacciai c'è acqua sufficiente per la vita degli abitanti. Essi hanno un unico problema, un morbo che li colpisce e rende ciechi i più piccoli. Un uomo si reca all'esterno della valle per cercare un talismano che possa sconfiggere la malattia, nonostante pensi che essa sia provocata dall'assenza di fede da parte degli immigrati; dopo l'eruzione l'unico passaggio viene bloccato e l'uomo non può rientrare. Nel frattempo e per quindici generazioni gli abitanti della valle vivono tranquillamente, non si curano della cecità e non conservano ricordi del mondo esterno. Essi sono illetterati, ma due più intelligenti della media migliorano la condizione di vita dei loro concittadini.
Nuñez, il protagonista, giunge nella valle dopo una lunga caduta avvenuta durante un'arrampicata, che però non gli ha provocato ferite; addormentatosi, si sveglia il mattino seguente su un altopiano, mangia e beve. La prateria è antropizzata, curata e pulita. Raggiunge poi un villaggio dove le case sono senza finestre e le loro pareti sono dipinte in modo irregolare; ciò gli fa pensare a un pittore cieco.
Quando Nuñez vede tre abitanti che trasportano acqua, cerca di attirare la loro attenzione gridando: essi sentono la sua voce, ma non vedendolo, non capiscono dov'è. Tutti indossano vestiti di lana e cuoio e dei berretti. Le loro palpebre sono raggrinzite e al posto degli occhi hanno due incavi. Essi toccano Nuñez e si meravigliano della presenza in lui degli occhi e della barba. Viene portato dagli anziani, inciampa due volte durante il tragitto provocando lo stupore dei presenti e parla loro del suo mondo. Essi tuttavia non capiscono ciò di cui parla e non comprendono il significato di parole come “vedo” e “Bogotà”, tanto da nominare lo stesso protagonista Bogotà e continuare a chiamarlo così. Gli indigeni raccontano che la loro giornata è divisa in due parti: il “caldo” (giorno), in cui si dorme, e “freddo” (notte), in cui si lavora. Essi avvertono la presenza di "angeli" che cantano e volano, si sente il frullare delle loro ali, ma non si possono toccare (uccelli).
Dopo alcuni giorni di permanenza Nuñez inizia a rendersi conto di quanto si siano affinati i sensi dei ciechi: essi si muovono sicuri sulle loro strade, con tutte le curve della stessa angolazione, e cambiano intonazione a seconda dell'espressione del volto. Quattro giorni dopo il suo arrivo si reca dal re della popolazione e cerca di imparare gli usi e i costumi dei ciechi.
Gli indigeni definiscono Nuñez come un “diverso” perché continua a cercare di spiegare inutilmente cosa voglia dire la parola “vedere”. Così egli cerca di dimostrare con i fatti a cosa serve la vista, ma non ci riesce perché i sensi dei ciechi sono così fini da riuscire a prevedere le sue mosse. Quando cerca di spiegare cosa sia il cielo, gli abitanti ridono, sostenendo che sopra il loro villaggio c'è solo una volta liscia.
Nuñez, spazientito dalla loro incapacità di comprenderlo, prende una vanga e cerca di colpire un uomo, ma non ne ha il coraggio. Così si mette a correre su un prato che gli era stato severamente proibito di calpestare e dopo un po' vede gli abitanti che gli vengono incontro con delle pale per colpirlo.
Scappa quindi fuori dalle mura del villaggio, dove rimane per due giorni; poi si decide a tornare nel villaggio per cercare di adattarsi agli usi dei ciechi, sostenendo che la parola "vedere" non esiste.
Riesce a procurarsi un lavoro da semplice impiegato e si innamora di Medina-Saroté, la figlia del suo capo. La ragazza ricambia i suoi sentimenti ed è affascinata dai suoi racconti su quello che l'uomo aveva visto, pur considerandoli solo fantasie.
Quando Nuñez chiede in sposa Medina-Saroté, gli anziani non acconsentono in quanto lo giudicano un incapace. 
Durante una riunione degli anziani, il vecchio dottore sostiene di avere forse capito cosa renda diverso Nuñez: spiega che sono i bulbi oculari a danneggiare il cervello, così il consiglio prende la decisione di toglierglieli.
Quando gli viene comunicato tale verdetto Nuñez si reca sconfortato da Medina-Saroté, ma lei cerca di convincerlo a farsi operare. Dopo una discussione se ne va e vaga per il villaggio durante tutti i giorni precedenti l'operazione. Il giorno fatidico decide infine di fuggire dal villaggio arrampicandosi sulle montagne che circondano la valle.